# Cartoblatta ducalis
Cartoblatta ducalis är en kackerlacksart som först beskrevs av Robert Walter Campbell Shelford 1912.  Cartoblatta ducalis ingår i släktet Cartoblatta och familjen storkackerlackor.
Artens utbredningsområde är Tanzania. Inga underarter finns listade.